# Camille Muffat
Camille Muffat (* 28. Oktober 1989 in Nizza; † 9. März 2015 bei Villa Castelli, Provinz La Rioja, Argentinien) war eine französische Schwimmerin. Ihr größter Erfolg war die Goldmedaille bei den Olympischen Spielen 2012 in London über 400 Meter Freistil.

## Karriere
International fiel Muffat erstmals auf, als sie 2010 bei den Kurzbahnweltmeisterschaften in Dubai über 200 Meter Freistil die Goldmedaille und mit der Staffel über 4 × 200 Meter Freistil Bronze gewann. Zuvor war sie mit der 4-mal-200-Meter-Freistilstaffel bei den Olympischen Spielen in Peking 2008 Fünfte geworden. Bei den Europameisterschaften im gleichen Jahr konnte sie mit der Staffel über die gleiche Strecke Vizeeuropameisterin werden, wurde aber über 200 Meter Freistil nur Vierte und verpasste einen Medaillenrang knapp. Bei den Weltmeisterschaften 2011 in Shanghai wurde Muffat über 200 und 400 Meter Freistil Dritte, außerdem konnte sie mit der 4-mal-200-Meter-Freistilstaffel den vierten Platz erzielen.
Bei den Olympischen Spielen 2012 in London gewann Muffat den Titel über 400 Meter Freistil, erschwamm eine Silbermedaille über 200 Meter Freistil und wurde mit der 4-mal-200-Meter-Freistilstaffel Dritte. Im November desselben Jahres verbesserte sie bei den französischen Kurzbahnmeisterschaften den Weltrekord über 800 Meter Freistil auf 8:01,06 min.
Kurz danach gewann sie bei den Kurzbahneuropameisterschaften in Chartres die Freistiltitel über 200 Meter und in neuer Weltrekordzeit von 3:54,85 min über 400 Meter.
Am 12. Juli 2014 gab Muffat überraschend ihr Karriereende bekannt. Unter anderem soll ein Streit mit ihrem Trainer Fabrice Pellerin zu dieser Entscheidung geführt haben.
Muffat starb am 9. März 2015 25-jährig bei der Kollision zweier Hubschrauber in der Provinz La Rioja, Argentinien.

## Auszeichnungen
- 2012 wurde sie von der Sport-Tageszeitung L’Équipe zu Frankreichs Sportlerin des Jahres gekürt.
- 2016 wurde sie in die International Swimming Hall of Fame aufgenommen.[3]